# Pythodoros de Trallès
Pythodoros de Trallès, aussi connu sous le nom de Pythodorus (en grec ancien : ο Πυθόδωρος), né vers 70 et mort après 28 av. J.-C., est un richissime grec anatolien originaire de Trallès (Aydın, Turquie). Il est le père de Pythodoris de Trallès, qui devient souveraine du royaume du Pont.

## Biographie
C'est un ancien proche de Pompée.
En 36, Pythodoros épouse Antonia, probablement la fille du triumvir Marc Antoine et de Antonia Hybrida Minor. Son épouse serait donc d'environ vingt années plus jeune que lui. Antoine cherche à cette époque là des fonds pour sa campagne parthique. Cependant, cette identification d'Antonia, fille d'Antoine, avec « Antonia Evergète », l'époux de Pythodoros est incertaine. Certains historiens remettent en doute la théorie de Mommsen alors que d'autres l'approuvent.
Le couple vivrait à Smyrne et, en 30 ou en 29, Antonia donnerait naissance à une fille, Pythodoris de Trallès.
Pythodoris de Trallès devient reine du Pont en l'an 13 en épousant Polémon, le fidèle vassal de feu son grand-père. Elle règne seule sur ce royaume client de Rome au nom de ses enfants mineurs à la mort de son mari en 8 av. J.-C. Elle se remarie avec Archélaos de Cappadoce, lui aussi nommé par Antoine. Cette alliance entre deux souverains clients génère la méfiance de Rome et les deux royaumes sont placés sous administration romaine par Tibère. Parmi sa descendance, on retrouve plusieurs rois vassaux de Thrace, d'Anatolie et du Caucase et surtout la dynastie régnant sur le royaume du Bosphore du Ier au IVe siècle.

## Sources externes
- William Smith, Dictionary of Greek and Roman Biography and Mythology, années 1840, « Pythodoros ».
- Andrew Mason, soumis par Professeur Mumford, NMC 371, University of Toronto, 2002, « The Alliance between Marcus Antoninus and Cleopatra VII » sur www.roman-empire.net.
- « Antonia » sur romansonline.com.
- « Cléopâtre VII » sur tyndalehouse.com.